# Maurice Galley
Maurice Galley (sinh ngày 10 tháng 8 năm 1934) là một cựu cầu thủ bóng đá người Anh ghi 5 bàn thắng trong 55 lần ra sân ở Football League thi đấu ở vị trí wing half cho Chesterfield trong thập niên 1950. Ông cũng thi đấu bóng đá non-league cho các đội bao gồm Boston United, Worksop Town, và Loughborough United, vô địch Midland League năm 1962–63.
Sau khi sự nghiệp kết thúc, Galley gia nhập cảnh sát. Ông là thành viên của đội bóng đá Cảnh sát Nottinghamshire vô địch Police Athletic Association (PAA) Cup năm 1969.
Các anh em của Galley, Gordon và John Galley cũng thi đấu ở Football League.